# 鹿島港南站

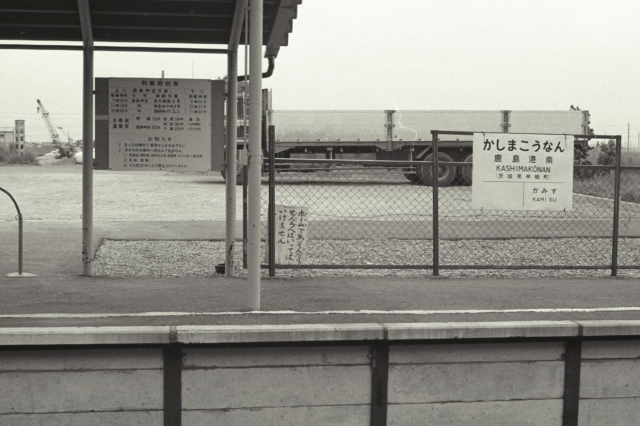
鹿島港南站月台（1981年）

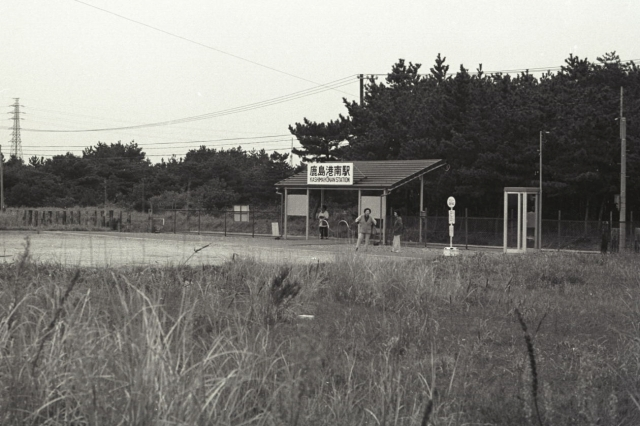
鹿島港南站前的樣子（1981年）

鹿島港南站（日语：／ Kashimakōnan eki */?）是位於茨城縣鹿島郡神栖町（現時：神栖市），鹿島臨海鐵道鹿島臨港線的車站。現已廢除。車站只在1978年（昭和53年）至1983年（昭和58年）5年之間營運。

## 歷史
- 1978年（昭和53年）7月25日 - 車站啟用。
- 1983年（昭和58年）12月1日 - 車站廢止。

## 概要
在敷設管道前，鹿島港至新東京國際機場（成田機場）之航空燃料輸送暫時使用鐵路運輸，當時鹿島臨海鐵道負責運送燃料，作為回報，便同時開設行走於鹿島神宮站至北鹿島站（貨運車站）至神栖站至鹿島港南站之間的客運業務。因此此站成為了客運營業區間的終點站。
與神栖站不同，此站只有客運業務。當時客運業務只是暫定性，因此沒有考慮建設車站大樓，車站內只有單式月台，月台上附有上蓋和長椅，車站規模比較簡單。此站是無人車站。在閉塞系統中，神栖站至知手站（貨運車站）之間為一個區間，因此列車到達此站後需要在前往知手站折返。
在廢除一刻，車站每日設有三個往返班次，於早上、日間和晚上行走於此站至鹿島神宮之間。當時車站周邊都是稻田、荒野之地和森林。當地的使用者十分少，每日只有平均十數人使用車站。由於此站的時間表是按列車在知手一方的到達時間與出發時間而制定，因此當時列車到達車站後，會在知手站等候3至4小時才折返，因此鐵路迷乘車到達此站後如果折返會比較麻煩（但是，前往附近的國道124號上設有巴士站，該處設有巴士路線前往銚子站）。在這個狀況下，作者宮脇俊三前往鹿島臨港線乘車時，他不是乘坐列車前往此站，而是在銚子乘坐的士前往此站。
隨著管道建設完成，車站在1983年結束客運業務，而此客運車站也同時廢除。後來，車站附近建設了連接茨城縣道240号奧野谷知手線和鹿島港的道路。現時車站沒有任何痕蹟，除了車站附近設有平交道的名稱為「鹿島港南平交道」。

## 相鄰車站
鹿島臨海鐵道
鹿島臨港線
神栖－鹿島港南－知手

## 注腳
1. ↑  有關車站遺址的現況可參見衛星坐位35°52′43.0″N 140°41′28.0″E / 35.878611°N 140.691111°E的衛星相片
2. ↑  《時刻表復刻版 1980年10月号》 JTB出版 P.458 2021年10月19日參閱
3. ↑  宮脇俊三《時刻表おくのほそ道》126-131頁，文春文库，1984年